# Relaciones Israel-Malasia
Israel y Malasia no mantienen relaciones diplomáticas formales. Malasia reconoce a Palestina como un Estado soberano mientras se niega a reconocer al Estado de Israel, y ha sostenido que cualquier paso hacia el reconocimiento depende de la retirada de Israel de los territorios palestinos ocupados y el establecimiento de una nación palestina dentro de las fronteras anteriores a 1967, con Jerusalén Oriental como su capital, bajo una solución de dos Estados.
Aunque Malasia mantiene públicamente una posición hostil hacia Israel, las relaciones comerciales entre los dos países existen, aunque significativamente limitadas. Los titulares de pasaportes israelíes tienen prohibido ingresar a Malasia sin un permiso por escrito del Ministerio del Interior de Malasia. Sin embargo, los ciudadanos israelíes que también sean ciudadanos de otros países, es decir, que tengan más de una ciudadanía, pueden ingresar a Malasia con sus pasaportes no israelíes.

## Historia

### Federación Malaya
El primer contacto político entre Malasia e Israel se hizo cuando el ministro de Relaciones Exteriores israelí, Moshe Sharett, visitó Kuala Lumpur en 1956, un año antes de la independencia de la Federación Malaya. Describió la recepción de su propuesta de nombrar un cónsul israelí en Kuala Lumpur como "favorable sin dudarlo" por parte de su anfitrión oficial, Tunku Abdul Rahman.

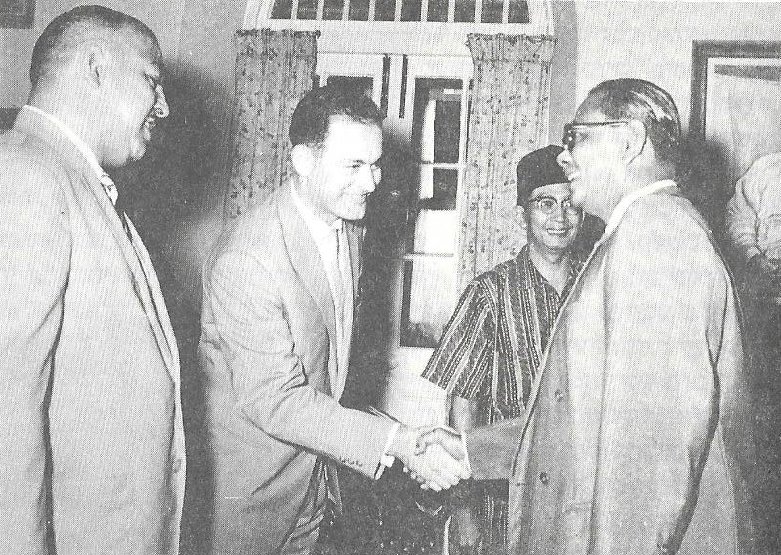
Moshe Yegar (izquierda) le da la mano a Tunku Abdul Rahman en 1960.

El 26 de agosto de 1957, el primer ministro de Israel, David Ben-Gurion, envió una carta de felicitación a Tunku diciéndole que Israel estaba listo para establecer una "representación apropiada" en Kuala Lumpur. Cuando surgió la candidatura de Malaya a la membresía en las Naciones Unidas en 1957, Israel votó a favor de la aceptación de Malaya. El 23 de diciembre de 1957, un delegado malayo de la ONU le dijo a un miembro de la delegación israelí que Malasia reconocía a Israel pero que no tenía intención de establecer relaciones diplomáticas formales, a pesar de las señales de una conversación amistosa mutua con otros diplomáticos y amigos israelíes.
Más tarde, en noviembre de 1959, Tunku le dijo a un enviado israelí que no podía establecer relaciones diplomáticas porque los musulmanes en Malasia se oponían firmemente a tal relación con Israel. En 1961, Tunku también mencionó que fue presionado por países de Medio Oriente, especialmente Egipto, para que no desarrollara relaciones diplomáticas con Israel.

### Federación de Malasia
La formación de Malasia en 1963 había provocado una fuerte oposición de Indonesia. Indonesia acusó a Malasia de que el país estaba adoptando el principio del neocolonialismo con el apoyo británico. Esto llevó a la confrontación Indonesia–Malasia de 1963 a 1966. Para mejorar su imagen, Malasia decidió apelar a los países musulmanes en el Medio Oriente calificándose a sí misma como un país musulmán mientras condenaba a Israel. En marzo de 1963, a una empresa israelí llamada Astraco se le permitió abrir una sucursal llamada "Interasia" en Kuala Lumpur. Sin embargo, en 1964, la compañía decidió trasladar sus operaciones a Singapur debido a consideraciones comerciales. A pesar de esto, el Ministerio de Relaciones Exteriores de Israel decidió enviar a un funcionario de su ministerio a la empresa para mantener la única presencia israelí en Malasia. Moshe Yegar fue designado para esta misión a partir de noviembre de 1964, exteriormente, como jefe de la empresa comercial israelí, pero la verdadera intención era establecer relaciones diplomáticas con Malasia. Sin embargo, en enero de 1966, Moshe fue expulsado silenciosamente de Kuala Lumpur debido a la presión política interna y las presiones extranjeras de los países musulmanes.
Para 1965, Malasia se aisló cada vez más de Israel. Se negó a otorgar permisos de entrada a diplomáticos israelíes y participó en actividades antiisraelíes en las Naciones Unidas. El 23 de agosto de 1966, Tunku declaró que Malasia ya no reconocía a Israel en el Parlamento de Malasia, reunido en Kuala Lumpur, mientras criticaba a Singapur por emplear asesores israelíes. En 1968, a los marineros israelíes se les prohibió desembarcar de sus barcos en los puertos de Malasia. Para 1974, el comercio con Israel y la concesión de permisos de entrada a ciudadanos israelíes estaban completamente prohibidos. Al mismo tiempo, Malasia expandió su relación diplomática de solo dos países musulmanes en el Medio Oriente en 1967 a todos ellos en 1991. A pesar de la hostilidad, Malasia mostró ocasionalmente alguna reacción instintiva hacia Israel. En 1968, Abdul al-Rahman, un hombre de negocios e hijo de Tunku, que representaba a una empresa maderera, visitó Israel para conocer gente en ese campo. En noviembre de 1969, representantes malasios de la Federación Asiática de Deportes pidieron a sus colegas israelíes que apoyaran la candidatura de Malasia para organizar los Juegos Asiáticos en 1974.

### La era Mahathir
El 27 de enero de 1981, Mahathir Mohamad instó a los países árabes a recuperar los territorios palestinos por la fuerza, ya que Israel no es invencible. En abril de 1984, Malasia apoyó la resolución de la Organización de Cooperación Islámica (OCI) de romper lazos con cualquier país que trasladara a su embajador a Jerusalén. Malasia también fue un gran partidario de la Organización para la Liberación de Palestina (OLP). En 1974, Malasia permitió que la OLP abriera una oficina en Kuala Lumpur. En agosto de 1982, bajo el reinado de Mahathir, la oficina recibió pleno reconocimiento diplomático. En ese momento, el ministro de Relaciones Exteriores de Malasia afirmó que Israel debería reconocer a la OLP antes de exigir a Malasia que reconociera a Israel. En agosto de 1984, la orquesta Filarmónica de Nueva York fue cancelada en Kuala Lumpur porque Malasia exigió que la obra del compositor judío suizo Ernest Bloch fuera eliminada del programa. En 1983, Mahathir alegó que los judíos estaban tratando de desestabilizar Malasia a través de periódicos controlados por judíos. En 1986, Mahathir también afirmó que los judíos no han aprendido las lecciones de su exilio hace dos mil años y las persecuciones de los nazis, mientras que los judíos comenzaron a convertirse en un monstruo más grande que persigue a otras personas. Mahathir también atacó al New York Times y al Asian Wall Street Journal como publicaciones sionistas. La visita del presidente israelí Chaim Herzog a Singapur en 1986 también provocó feroces críticas por parte de Malasia. Incluso hubo llamados a cortar el suministro de agua de Singapur y quemar la bandera de Singapur. En 1992, Malasia negó la entrada de un delegado a bordo de la aerolínea nacional israelí El Al para asistir a una Conferencia Internacional de Vuelo celebrada en Malasia. En diciembre del mismo año, Malasia negó la entrada de un futbolista israelí en el equipo de Liverpool. El equipo finalmente canceló su visita a Malasia. En marzo de 1994, Malasia prohibió la proyección de la película de Steven Spielberg "La lista de Schindler" porque la película tenía como objetivo ganar apoyo para los judíos. Sin embargo, después de las protestas de Estados Unidos y Australia, Malasia permitió la proyección de la película, pero con la condición de que siete escenas de la película relacionadas con la violencia y el sexo fueran eliminadas de la película. Sin embargo, Spielberg insistió en que la película se mostrara en su totalidad o no se mostrara en absoluto. Eventualmente eliminó todas sus películas de Malasia.
La firma del Acuerdo de Oslo I entre Israel y la OLP en septiembre de 1993 llevó a Mahathir a atenuar sus ataques contra Israel. Mahathir incluso consideró establecer relaciones diplomáticas con Israel, pero enfatizó que Israel tiene que hacer más para llevar la paz a Medio Oriente y que se devolverán las tierras palestinas. Malasia luego se comprometió a ayudar a Gaza y Jericó a reconstruir la infraestructura allí en respuesta al acuerdo Israel-OLP. Sin embargo, en diciembre de 1993, Mahathir dijo que Malasia aún no estaba lista para establecer relaciones diplomáticas con Israel porque Israel no ha reconocido el Estado de Palestina. Mahathir también acusó a los sionistas de socavar la integridad de Malasia y tratar de destruir el Islam. En julio de 1994, Tunku Abdullah, hermano del Rey de Malasia, realizó una visita privada a Israel. Cuando se dio a conocer su visita a Malasia, Mahathir negó cualquier conocimiento o participación del gobierno en la visita. En 1994, a un pequeño número de israelíes se les permitió ingresar a Malasia para participar en una serie de conferencias sobre diversos temas. En enero de 1996, el ministro de Finanzas israelí, Avraham Shochat, dijo que Israel esperaba establecer relaciones diplomáticas con Malasia. Sin embargo, el Ministerio de Relaciones Exteriores de Malasia respondió que Malasia no tenía prisa por establecer tales relaciones diplomáticas.
Durante la crisis financiera asiática de 1997, Mahathir estaba convencido de que George Soros era responsable de la crisis financiera en el país por comerciar con el ringgit malasio. Mahathir también hizo una retórica de "conspiración judía internacional". Cuando el viceprimer ministro de Malasia, Anwar Ibrahim, visitó la ciudad de Nueva York, dijo que Mahathir creía sinceramente en el "complot judío internacional". Poco después, Mahathir despidió a Anwar por corrupción y delitos sexuales. Las declaraciones de Mahathir provocaron críticas internacionales. Sin embargo, Mahathir no se disculpó. Una carta oficial de Malasia, no de Mahathir, decía que los comentarios de Mahathir fueron citados incorrectamente en los medios. Si bien el Congreso Judío Mundial elogió la carta y consideró cerrado el incidente, Israel la consideró una disculpa inadecuada. El 21 de junio de 2003, el partido político de Mahathir, la Organización Nacional de Malayos Unidos (UMNO) distribuyó un libro antisemita llamado The International Jew (El judío Internacional) durante su asamblea general. El 16 de octubre de 2003, dos semanas antes de que Mahathir renunciara al cargo de primer ministro, pronunció un discurso en el que decía que "los judíos gobiernan el mundo".
Mahathir había enviado cartas a los primeros ministros israelíes Yitzhak Rabin, Benjamin Netanyahu y Ehud Barak en los años 1993, 1997 y 1999, respectivamente. En 2012, el contenido de estas cartas se hizo público para disipar las acusaciones de islamistas radicales de que el gobierno de Mahathir había avanzado en la dirección de reconocer el Estado de Israel.

### Siglo XXI
En 2005, el primer ministro de Malasia, Abdullah Ahmad Badawi, criticó a Israel, aunque con menos severidad que su predecesor Mahathir. Acusó a Israel de afligir el terrorismo contra Palestina. También criticó el terrorismo palestino contra Israel como poco práctico pero no inmoral porque el pueblo palestino está luchando por la autodeterminación. En general, los responsables políticos israelíes no se interesan particularmente en los asuntos de Malasia, excepto durante la era Moshe Sharett en 1956, la era Golda Meir en la década de 1960 y Yitzhak Rabin en la década de 1990. De lo contrario, Israel habría tomado contramedidas contra Malasia a través de los Estados Unidos contra los pronunciamientos de Mahathir.
En febrero de 2018, Malasia permitió que una delegación de diplomáticos israelíes encabezada por David Roet asistiera a una conferencia organizada por el Programa de Naciones Unidas para los Asentamientos Humanos. Esta fue la primera vez desde 1965 que un diplomático israelí visitó Malasia. Malasia, como miembro de las Naciones Unidas, debe otorgar visas a todos los delegados que asistan a conferencias internacionales asociadas a las Naciones Unidas.
Mahathir se convirtió en el primer ministro de Malasia por segunda vez en 2018. Durante el Foro de Líderes Mundiales en la Universidad de Columbia en septiembre de 2019, Mahathir defendió sus comentarios antisemitas en el contexto de la libertad de expresión. También dijo una vez que estaba "contento de ser etiquetado como antisemita".
El 20 de diciembre de 2023, durante la guerra de Gaza, el primer ministro Anwar Ibrahim citó violaciones del derecho internacional y declaró que a todos los barcos con bandera israelí se les prohibiría atracar en los puertos de Malasia, y a los barcos que se dirigieran a Israel se les prohibiría cargar carga. Se mencionó específicamente a la naviera israelí ZIM, que tiene permiso para atracar en Malasia desde 2002. Anwar declaró que la prohibición no tendría un impacto significativo en el comercio de Malasia. En el momento del anuncio, estaba previsto que un barco operado por ZIM atracara en Port Klang el 26 de diciembre. No está claro si este barco fue devuelto o no. En 2024, Anwar tuiteó en X: "Malasia llora la pérdida de un luchador y defensor del pueblo palestino, Al Syahid Yahya Sinwar, quien fue brutalmente asesinado por el bárbaro régimen sionista. Una vez más, la comunidad internacional no logró luchar y garantizar que se mantuvieran la paz y la justicia, empeorando así la situación del conflicto. Malasia condenó enérgicamente el asesinato y estaba claro que el intento del régimen de socavar la demanda de liberación no tendría éxito. Como resultado, Malasia insiste en que la barbarie de Israel sea contradicha por la comunidad internacional y que la masacre en curso de palestinos debe detenerse de inmediato."

### Presuntas operaciones encubiertas por parte de Israel
Durante la crisis israelí–palestina de 2021, el exanalista de finanzas del terrorismo del Tesoro de los Estados Unidos, Jonathan Schanzer, publicó un tweet que alegaba que las FDI querían atacar a todos los operativos de Hamas en todo el mundo, incluida Malasia. El Ministerio del Interior de Malasia dijo que las fuerzas policiales están fortaleciendo la seguridad para mantener el orden público.
Ha habido al menos tres presuntas operaciones de los servicios de inteligencia israelíes dirigidas a palestinos que residen en Malasia. En abril de 2018, el ingeniero, conferencista y miembro palestino de Hamas Fadi Mohammad al-Batsh fue asesinado a tiros por dos hombres en una motocicleta cuando se dirigía a una mezquita para orar al amanecer. Las autoridades malasias sospechaban que los agresores eran agentes extranjeros. Posteriormente, Hamás identificó a al-Batsch como uno de sus miembros, mientras que sus familiares culparon a Israel por asesinar a al-Batsch.  Israel ha negado su participación en el asesinato de al-Batsh.
A fines de septiembre de 2022, la Policía Real de Malasia frustró un supuesto complot del Mosad para secuestrar a dos expertos informáticos palestinos en Kuala Lumpur utilizando una célula encubierta formada por ciudadanos malasios que supuestamente habían sido reclutados y entrenados en Europa. Según las autoridades malasias, esta célula también presuntamente participó en el espionaje de sitios importantes, incluidos aeropuertos, compañías electrónicas gubernamentales y en el rastreo de activistas palestinos. Aunque estos agentes secuestraron a uno de los hombres, el segundo escapó y alertó a la policía de Malasia. Los agentes supuestamente ayudaron a funcionarios del Mosad a través de videollamadas a interrogar a su cautivo, quien fue interrogado sobre la programación de computadoras y las capacidades de software de Hamas y sus Brigadas al-Qassam. Con la ayuda del segundo palestino, la policía de Malasia pudo rastrear las placas de matrícula del automóvil hasta una casa donde arrestaron a los presuntos secuestradores y liberaron al hombre.
En marzo de 2024, las autoridades malasias anunciaron que habían arrestado a un hombre de 36 años en un hotel de Kuala Lumpur que, según se decía, había ingresado al país en el Aeropuerto Internacional de Kuala Lumpur desde los Emiratos Árabes Unidos con un pasaporte francés. Se descubrió que tenía un pasaporte israelí, así como varias armas de fuego y municiones reales en su poder. Se alega que el hombre ordenó sus armas a su llegada a Malasia, que pagó con criptomonedas. Según los informes, dijo a los investigadores que su objetivo es otro ciudadano israelí que reside en Malasia, debido a una disputa familiar. Las autoridades dudan de la veracidad de la versión del sospechoso y creen que podría ser un espía de los servicios de inteligencia israelíes. Dado el apoyo público de Malasia a los palestinos, en medio de la guerra de Gaza, el gobierno intensificó la seguridad de las personas más prominentes de Malasia. Otros tres sospechosos han sido arrestados en relación con el caso relacionado con el suministro de armas de fuego prohibidas al sospechoso.

## Relaciones comerciales
En 1971, las importaciones malasias de Israel superaron los M$11 millones, mientras que las exportaciones a Israel totalizaron más de M$2 millones. Malasia luego impuso una prohibición del comercio con Israel en 1974. Según el Centro Israel–Asia, el comercio entre Israel y Malasia se realiza a través de países intermedios como Singapur y Tailandia en lugar de directamente, debido al temor a las protestas de los grupos antiisraelíes.
A medida que las negociaciones entre Israel y los palestinos cobraron impulso en 1993, Chua Jui Meng, entonces Viceministro de Comercio Internacional e Industria, sugirió en 1994 que el mercado de Israel podría eventualmente convertirse en un destino para las inversiones malasias. El 17 de septiembre de 1994, la aduana de Malasia incautó 24.000 toneladas de fertilizante que se sospechaba que provenía de Israel. Las autoridades malasias también sospechaban que había un movimiento de contra boicot por parte de empresarios israelíes en varios países. Sin embargo, a mediados de enero de 1996, el Ministro de Comercio Internacional e Industria de Malasia estaba explorando las posibilidades de establecer relaciones comerciales con Israel. Dijo que tal relación no tendría ningún significado político. En respuesta a esto, varios empresarios malasios fueron a Israel de febrero a mayo de 1996 para explorar oportunidades de negocios en Israel, aunque el boicot de Malasia a los productos israelíes seguía en pie. En octubre de 1996, un banco malasio llamado "Public Bank Berhad" permitió una relación de transacción directa con el Banco israelí Hapoalim. El Viceministro de Finanzas de Malasia también mencionó que a los empresarios israelíes se les permitió invertir en Malasia.
Entre 2000 y 2001, las exportaciones a Malasia desde la fábrica de chips de computadora Intel de Israel en Kiryat Gat fueron responsables de entre 600 y 700 millones de dólares estadounidenses. A partir de 2019, los beneficios comerciales alcanzaron los US$10-11 mil millones.
Un informe de 2002 sobre las relaciones comerciales de Israel con Indonesia y Malasia del Ministerio de Industria, Comercio y Trabajo de Israel aconsejó a los israelíes interesados en hacer negocios con empresas malasias que "no hay oposición al comercio y las relaciones comerciales mientras se mantenga un perfil bajo."El mismo informe indicó que la fábrica israelí de Intel representó alrededor del 98% de las exportaciones de Israel a Malasia entre 1999 y 2002. Así, en 1999, las exportaciones israelíes a Malasia valían 107 millones de dólares, 5,3 millones de dólares excluyendo Intel. Ese año, las importaciones israelíes de Malasia valieron 23,6 millones de dólares. En 2000, las exportaciones israelíes a Malasia valieron 732 millones de dólares, 4,7 millones de dólares excluyendo Intel. Las importaciones israelíes de Malasia valieron 25,9 millones de dólares. En 2001, las exportaciones israelíes a Malasia valieron 615,5 millones de dólares, 4,7 millones de dólares excluyendo Intel. Las exportaciones israelíes de Malasia valieron 26,3 millones de dólares.
Las cifras publicadas por la Oficina Central de Estadísticas de Israel mostraron que el comercio entre Israel y Malasia en 2008-2011 fluctuó considerablemente. En 2008, las exportaciones israelíes a Malasia ascendieron a 30,2 millones de dólares, mientras que Israel importó bienes por valor de 100,6 millones de dólares. En 2009, Israel exportó bienes por valor de 116,8 millones de dólares a Malasia e importó bienes por valor de 68,5 millones de dólares. En 2010, las exportaciones de Israel a Malasia aumentaron a 798 millones y las importaciones aumentaron a 85 millones. En 2011, Israel exportó bienes a Malasia por valor de 716,4 millones de dólares e importó bienes por valor de 93,6 millones de dólares. Un informe compilado por la Comisión Europea indicó que en 2010 Malasia ocupaba el puesto 15 entre los principales socios comerciales de Israel, representando el 0,8% (667,6 millones de euros) del comercio de Israel en ese año. Para Malasia, el comercio con Israel está incluido en la sección" Otros países".
Desde 2014, organizaciones no gubernamentales (ONG) de Malasia, como Boycott Desinversion and Sanctions (BDS) Malaysia, AMAN Palestine, Aqsa Syarif, Persatuan Pengguna Islam Malaysia y Viva Palestina Malaysia, pidieron el boicot de las empresas vinculadas a Israel y los productos israelíes cuando aumente el conflicto entre Gaza e Israel. El 2 de agosto de 2014, Viva Palestina Malasia y Aqsa Syariff organizaron "Save the Children of Gaza", donde 15.000 simpatizantes se reunieron para mostrar solidaridad con el pueblo de Gaza. Entre los productos boicoteados se encuentran: Victoria's Secret, Starbucks, McDonald's, Nestle, Coca-Cola, Kotex y Marks and Spencer. Un estudio realizado en 2017 mostró que es más probable que las contrapartes musulmanas se unan al esfuerzo de boicot en comparación con los no musulmanes, aunque hay algunos de ellos que expresaron dudas sobre la efectividad del boicot para obstaculizar la economía de Israel. Los movimientos de boicot también carecen de organización.

## Deportes
Las relaciones deportivas entre Israel y Malasia a menudo han reflejado tensiones diplomáticas más amplias. En 1967, dos futbolistas israelíes, Giora Spiegel y Shmuel Rosenthal, participaron en una gira regional en Malasia como parte del equipo Asian All-Stars. Su participación representó uno de los pocos casos de atletas israelíes compitiendo en el país. El evento fue descrito como un "encuentro simbólico y emocionante", con espectadores malasios respondiendo con entusiasmo a su llegada. Rosenthal notó la cálida recepción y dijo: "Los 10.000 espectadores nos animaron durante largos minutos."
Sin embargo, la posición de Malasia hacia Israel cambió en los años siguientes. Para 1974, Malasia apoyó la expulsión de Israel de la Confederación Asiática de Fútbol, una medida descrita como "un golpe fatal para la posición de Israel en Asia en general, y para su lugar en el fútbol asiático en particular."
En 1992, cuando Malasia se negó a emitir un permiso de entrada a Ronny Rosenthal del Liverpool FC, el equipo canceló su visita.
En marzo de 1997, el primer ministro de Malasia, Mahathir Mohamad, permitió que el equipo de cricket de Israel jugara en el torneo del Consejo Internacional de Cricket en Malasia. Esta fue la primera visita oficial de la delegación deportiva de Israel a Malasia. La entrada de había provocado manifestaciones callejeras en Malasia. Para calmar a los manifestantes, el Ministro de Relaciones Exteriores de Malasia aclaró que Malasia no tiene intención de establecer relaciones diplomáticas con Israel hasta que Israel haya cumplido con todas sus obligaciones en el tratado firmado junto con los palestinos.
En febrero de 2000, dos equipos israelíes participaron en un torneo de tenis de mesa en Malasia. El partido político musulmán de oposición, el Partido Islámico de Malasia (PAS) advirtió al gobierno de "consecuencias indeseables" y afirmó que Israel es un "país ilegal". Sin embargo, el Ministro de Deportes de Malasia dijo que Malasia no debería discriminar a ningún país si celebrara competiciones deportivas internacionales. Sostuvo que Malasia todavía tiene la misma opinión de que Israel es el opresor contra Palestina.
En 2010, el boxeador israelí Ilya Grad recibió un permiso especial de las autoridades musulmanas del país para participar en un reality show televisivo nacional sobre boxeo. Grad es un ex campeón israelí de Muay Thai, campeón de Asia en 2010 y segundo subcampeón del campeonato mundial. A Grad se le permitió ingresar al país y recibió una visa especial.
En 2011, el Chelsea FC visitó el país para un partido amistoso contra un equipo All-Stars de Malasia. Un jugador del Chelsea, Yossi Benayoun, enfrentó "abusos antisemitas" por parte de sectores de la multitud. El Chelsea FC presentó una queja, condenando el comportamiento como " ofensivo, totalmente inaceptable y que no tiene cabida en el fútbol. La Asociación de Fútbol de Malasia (FAM) se disculpó más tarde y dijo: "Si tal incidente sucedió, nos gustaría disculparnos con el jugador...y también al Chelsea."
El 26 de diciembre de 2015, el gobierno de Malasia se negó a otorgar visas a dos windsurfistas israelíes y su entrenador para competir en el Campeonato Mundial de Vela Juvenil en Langkawi a principios de 2016; citando su política de no tener relaciones diplomáticas con Israel. Esta acción fue criticada tanto por la Asociación de Vela de Israel como por el organismo Mundial de Vela. El 2 de enero de 2016, se informó que el gobierno de Malasia también se había negado a emitir visas al equipo israelí de tenis de mesa debido a que competiría en el Campeonato Mundial de Tenis de Mesa celebrado en Kuala Lumpur en febrero de 2016. Organismo rector mundial del deporte de la vela (creado en París en 1906), el ejecutivo del Campeonato Mundial de Vela de la ISAF decidió que "todos los competidores de todos los países" podrán competir libre y equitativamente; de lo contrario, se prohibirán los países que no permitan que los participantes elegibles compitan por igual.
A principios de enero de 2019, el gobierno de Malasia prohibió al equipo de natación Paralímpico israelí participar en el Campeonato Mundial de Para Natación de 2019 programado para celebrarse en Kuching, Sarawak, del 29 de julio al 4 de agosto. El 14 de enero, el Primer Ministro Mahathir reafirmó la decisión del gobierno de Malasia de denegar visas al equipo israelí, citando la falta de relaciones diplomáticas entre los dos países y la prohibición de que los titulares de pasaportes israelíes ingresen a Malasia. El 27 de enero de 2019, el Comité Paralímpico Internacional (IPC) despojó a Malasia del derecho a organizar el Campeonato Mundial de Para Natación de 2019. Andrew Parsons, del IPC, justificó la decisión del organismo con el argumento de que "la política y los deportes nunca son una buena combinación."
En 2021, la Federación Mundial de Squash canceló el Campeonato Mundial Masculino de Squash por Equipos después de que Malasia prohibiera al equipo israelí jugar en el país.

## Educación
En 1965, cinco malasios participaron en cursos en el Instituto Afroasiático de Israel. Para 1966, no se enviaron más malasios a Israel para estudiar.
En marzo de 1996, Mahathir permitió que un grupo de 14 estudiantes israelíes de secundaria visitaran escuelas de Malasia y se reunió con el Ministro de Educación y otros altos funcionarios públicos de Malasia. Este evento no despertó ningún interés público.
En 1998, un malasio tomó un curso de desarrollo comunitario en Israel por primera vez desde 1965.

## Viajes
El 24 de octubre de 1994, Malasia permitió a los musulmanes malasios visitar Jerusalén entrando por Jordania, con la condición de que se abstuvieran de visitar otras partes de Israel. Además, a los peregrinos no se les permitió permanecer en Israel por más de dos semanas. Tras este anuncio, grupos cristianos en Malasia solicitaron arreglos similares para visitar Israel. Su solicitud fue aprobada el 10 de noviembre de 1994. Posteriormente, la Asociación de Viajes de Malasia se coordinó con la embajada de Israel en Singapur con respecto al turismo de Malasia a Israel. En 1995, agentes de viajes de Malasia visitaron Israel. Más tarde ese año, la aerolínea nacional de Israel, El Al, firmó un acuerdo de tráfico aéreo con Malaysia Airlines. En mayo de 1995, un equipo de televisión de Malasia visitó Israel. El 18 de junio de 1995, el programa fue transmitido por la televisión de Malasia, presentando una entrevista con un alcalde israelí, Ehud Olmert, acompañada de canciones israelíes de fondo.
En 2009, el gobierno impuso una prohibición de visitas a Israel, citando mayores riesgos de seguridad asociados con el conflicto israelí–palestino. La prohibición se levantó en 2011, aunque con restricciones como una cuota de 700 peregrinos por año, un límite de no más de 40 peregrinos por grupo eclesiástico y un requisito de edad mínima de 18 años. Además, los peregrinos estaban restringidos a visitar Israel no más de una vez cada tres años, con un límite máximo de 10 días para cada estadía. En octubre de 2012, el gobierno de Malasia eliminó la cuota del turismo de peregrinación a Israel y extendió la duración máxima de la estadía de 10 a 21 días.
Los ciudadanos israelíes generalmente tienen prohibido ingresar a Malasia. Sin embargo, en octubre de 2022, Nuseir Yassin, conocido popularmente como Nas Daily, ingresó legalmente a Malasia utilizando su pasaporte de San Cristóbal y Nieves. El Director General de Inmigración de Malasia confirmó que Yassin, que tiene doble ciudadanía, se adhirió a las leyes de inmigración de Malasia.

## Asentamiento judío en Malasia

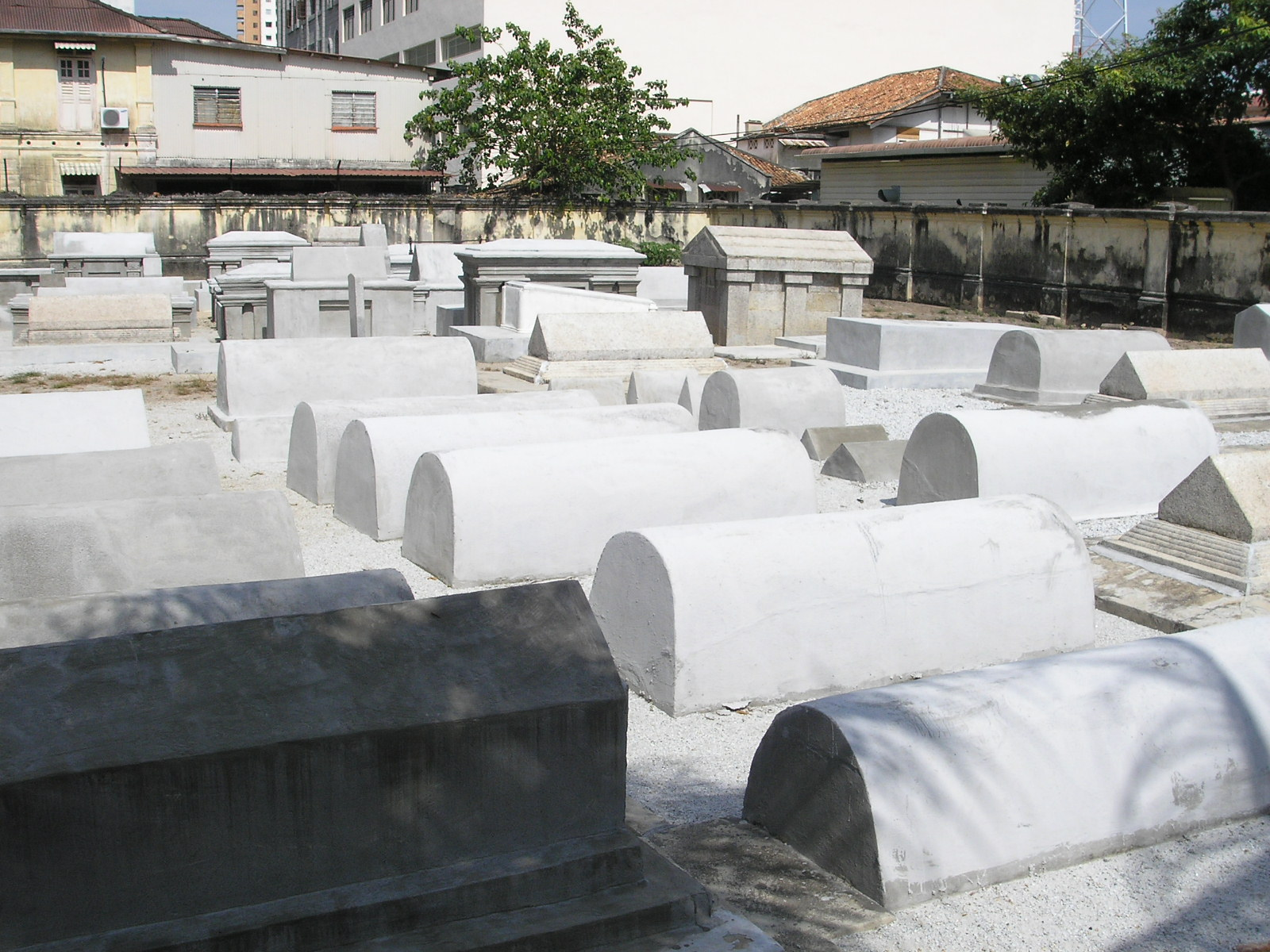
Se cree que el Cementerio Judío de la calle Zainal Abidin (anteriormente Jalan Yahudi o Calle Judía/Judía) en George Town, Malasia, es el más antiguo del sudeste asiático, ya que anteriormente había un enclave judío en la isla de Penang antes de que los habitantes emigraran gradualmente o desaparecieran.

Se sabe que el primer y único cementerio judío de Malasia existe desde 1805 en Penang. El primer judío conocido que vino a vivir a Malaya se llamaba Ezequiel Aaron Menasseh. Durante la Segunda Guerra Mundial, muchos judíos fueron reubicados en Singapur. Después de la guerra, la mayoría de los judíos permanecieron en Singapur o emigraron a Australia, Estados Unidos o Israel. En 1963, solo quedaban 20 familias judías en Penang. Los judíos permanecieron en Penang hasta la década de 1970, donde la mayoría de ellos emigró a otros países. Ahora hay 107 lápidas en el cementerio judío. En 2011, murió David Mordecai, el último judío étnico conocido en la isla de Penang. En 2013, la carretera junto al cementerio judío, conocida como "Carretera Judía" (Jalan Yahudi en malayo) pasó a llamarse Jalan Zainal Abidin.